# 포르 운 베소
《포르 운 베소》(스페인어: Por un beso)은 2000년 방영된 멕시코의 텔레노벨라이다.